# Анаболізм
Анаболі́зм (від грец. ἀναβολή, «підйом») або пластичний обмін — сукупність хімічних процесів, що складають одну зі сторін обміну речовин у організмі, спрямованих на утворення складніших сполук із простіших.
Продукти розпаду різних сполук можуть знову використовуватися при анаболізмі, утворюючи в інших поєднаннях нові речовини. Процеси анаболізму, що відбуваються в зелених рослинах з поглинанням енергії сонячних променів (див. фотосинтез), мають велике значення для підтримки життя на планетарному рівні й відіграють вирішальну роль у синтезі органічних речовин із неорганічних. Анаболізм передбачає процеси синтезу амінокислот, моносахаридів, жирних кислот, нуклеотидів, полісахаридів, макромолекул білків, нуклеїнових кислот, АТФ.
Унаслідок пластичного обміну поживних речовин, що надходять в клітину, будуються властиві організму білки, жири, вуглеводи, які, у свою чергу, йдуть уже на створення нових клітин, їхніх органів, міжклітинної речовини.